# Laudo Alfonso XIII
El laudo Alfonso XIII es una sentencia dictada en Madrid el 23 de diciembre de 1906 en un juicio arbitral entre Honduras y Nicaragua para definir la línea fronteriza entre ambos países en la vertiente del Caribe. El Parque España o Parque Alfonso XIII en Tegucigalpa conmemora este evento y el rey Alfonso XIII de España.

## Antecedentes
En 1888, mediante la convención Membreño-Castillo, cuyas ratificaciones se canjearon al año siguiente, Honduras y Nicaragua delimitaron buena parte de la frontera en la región en que colindaban sus respectivos departamentos de Choluteca y Nueva Segovia. Quedaba pendiente, sin embargo, la frontera en el Caribe, y en 1889 ambos países firmaron la convención Zelaya-Zavala, mediante la cual se aceptaba el uti possidetis de 1821 y se acordaba someter su definición al arbitraje del Presidente de El Salvador, pero Honduras no la aprobó.
En 1894 Honduras y Nicaragua suscribieron el tratado Bonilla-Gámez, en el cual se acordaba nombrar una nueva comisión mixta para que demarcase la frontera según el uti possidetis de 1821. Lo que la comisión no lograse definir sería decidido en un arbitraje por una comisión tripartita en la cual habría un representante de Honduras y otros de Nicaragua, y el tercero sería un diplomático de un tercer país residente en la ciudad de Guatemala, donde en esa época tenía sede la mayoría de las legaciones extranjeras acreditadas en los países centroamericanos. 
Las ratificaciones del tratado Bonilla-Gámez se canjearon en 1896. En 1900 se iniciaron las labores de la comisión mixta, que se prolongaron hasta 1904. La frontera quedó perfectamente definida desde el Pacífico hasta el sitio denominado Teocacinte, pero de allí en adelante hasta el mar Caribe no fue posible llegar a un acuerdo. Honduras pretendía que la línea siguiese el curso del río Coco o Segovia y ya en las proximidades de la costa una línea recta horizontal hasta Sandy Bay. Nicaragua, por su parte, reclamaba como frontera el curso del río Patuca y una línea vertical hasta el cabo Camarón.

## Elección del árbitro
Para resolver las diferencias, y de conformidad con el tratado Bonilla-Gámez, en 1904 Honduras envió a Guatemala a Alberto Membreño y Nicaragua a José Dolores Gámez, pero los comisionados, en vez de designar como tercer árbitro a un diplomático extranjero acreditado en la capital guatemalteca, decidieron que la cuestión en disputa se sometiese al arbitraje del rey de España. La idea fue aceptada por los gobiernos de los dos países, y el rey Alfonso XIII aceptó la función de árbitro y nombró una comisión para oír y examinar los argumentos de ambas partes. De 1905 a 1906 se desarrolló en Madrid el juicio arbitral, que concluyó el 23 de diciembre de 1906 con un laudo en el cual el rey, acogiendo en lo sustancial las tesis hondureñas, señaló como frontera la vaguada del río Coco hasta su desembocadura cerca del cabo Gracias a Dios. Aunque consideró que algunos puntos de la sentencia arbitral requerían aclaraciones, el Gobierno de Nicaragua la dio por buena y el presidente José Santos Zelaya felicitó a su colega de Honduras por la victoria en el litigio.

## Impugnación del laudo regio
En 1912, cuando parecía que solamente quedaba por efectuarse el amojonamiento de la línea, Nicaragua anunció sorpresivamente que consideraba nulo el laudo de Alfonso XIII, entre otras cosas porque en 1904 los comisionados Bonilla y Membreño se habían apartado de lo dispuesto en el tratado Bonilla-Gámez sobre la designación de un tercer árbitro. Sin embargo, la verdad era que Nicaragua había dado por bueno ese cambio y había concurrido al litigio arbitral sin objetar nada. 

## Negociaciones posteriores
Debido a que Honduras sostuvo la validez del laudo, los Estados Unidos de América ofrecieron su mediación y de 1918 a 1920 se efectuaron en Washington varias rondas de negociaciones, sin ningún resultado. En 1930, mediante el protocolo Ulloa-Irías, Nicaragua aceptó el fallo de Alfonso XIII, pero las cámaras legislativas nicaragüenses negaron su aprobación al acuerdo y la disputa continuó.
En agosto de 1937 Nicaragua emitió unas estampillas en las que figuraba un mapa que mostraba como territorio en litigio la región que había pretendido en el juicio arbitral. Honduras protestó enérgicamente y pareció que iba a estallar una guerra entre los dos países. Costa Rica, los Estados Unidos de América y Venezuela ofrecieron su mediación y el 3 de noviembre se inició en San José una serie de reuniones para tratar de llegar a un acuerdo, que concluyeron el 10 de diciembre con la firma de un convenio que puso fin a las tensiones pero no resolvió la disputa limítrofe.

## Confirmación de la validez del laudo
En 1957, Honduras y Nicaragua acordaron someter el diferendo sobre la validez del laudo de Alfonso XIII a la Corte Internacional de Justicia, que el 18 de noviembre de 1960 falló a favor de Honduras y confirmó la validez de la sentencia arbitral.